# Ricardo Blas Jr.
Ricardo Blas Jr. (ur. 19 października 1986) – guamski judoka. Dwukrotny olimpijczyk. Zajął trzynaste miejsce w Pekinie 2008 i dziewiąte w Londynie 2012. Walczył w wadze ciężkiej.
Uczestnik mistrzostw świata w 2007. Startował w Pucharze Świata w 2009, 2011 i 2012. Brązowy medalista igrzysk Pacyfiku w 2003, a także mistrzostw Oceanii w 2008 roku.
Chorąży reprezentacji w Pekinie 2008.
Jego ojcem jest Ricardo Blas, judoka i uczestnik igrzysk w 1988.

## Letnie Igrzyska Olimpijskie 2008
| Konkurencja | Eliminacje                | Repasaże                 | Klas. końcowa |
| Konkurencja | Przeciwnik I              | Przeciwnik I             | Miejsce       |
| ----------- | ------------------------- | ------------------------ | ------------- |
| +100 kg     | Lasza Gudżedżiani (GEO) P | Daniel McCormick (USA) P | 13.           |

## Letnie Igrzyska Olimpijskie 2012
| Konkurencja | Eliminacje            | Eliminacje            | Klas. końcowa |
| Konkurencja | Przeciwnik I          | Przeciwnik II         | Miejsce       |
| ----------- | --------------------- | --------------------- | ------------- |
| +100 kg     | Facinet Keita (GUI) Z | Oscar Braison (CUB) P | 9.            |